# Moyses van Wtenbrouck

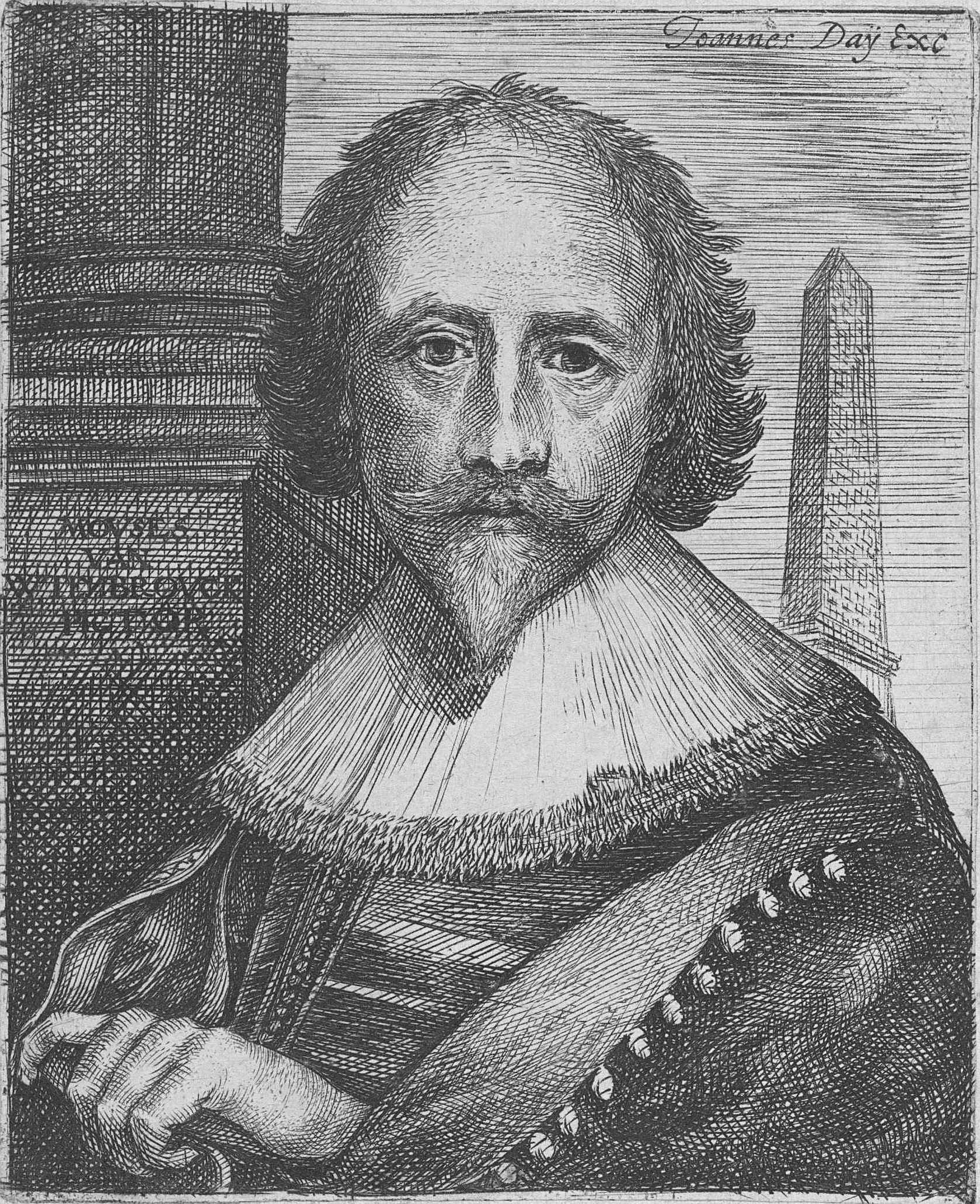
Zelfportret van de schilder en graveur Moyses van Wtenbrouck (Moses van Uyttenbroeck). Op de achtergrond een obelisk. Rijksmuseum Amsterdam.

Moyses van Wtenbrouck (ook Moses van Uyt(t)enbroeck en diverse andere spellingen komen voor) (Den Haag, ca. 1595 - aldaar, ca. 1647) was een Nederlands kunstschilder en etser uit de Gouden Eeuw. 
Over het leven van Wtenbrouck is weinig met zekerheid bekend. Hij zou zijn geboren tussen 1590 en 1600 en overleed in of voor 1647. Hij was een jongere broer van de schilder Jan Matheus van Wtenbrouck (Den Haag, 1585 - ca. 1650) die in 1614 toetrad tot het Sint-Lucasgilde.
Wtenbrouck was de leermeester van Anthonie Jansz. van der Croos en mogelijk ook van Dirck Dalens. Hij vervaardigde portretten, waaronder mogelijk een zelfportret, (italianiserende) landschappen, historiestukken, erotisch getinte bacchanalen en Bijbelse en vooral mythologische taferelen. Deze laatste waren vooral ontleend aan Ovidius' Metamorfosen.

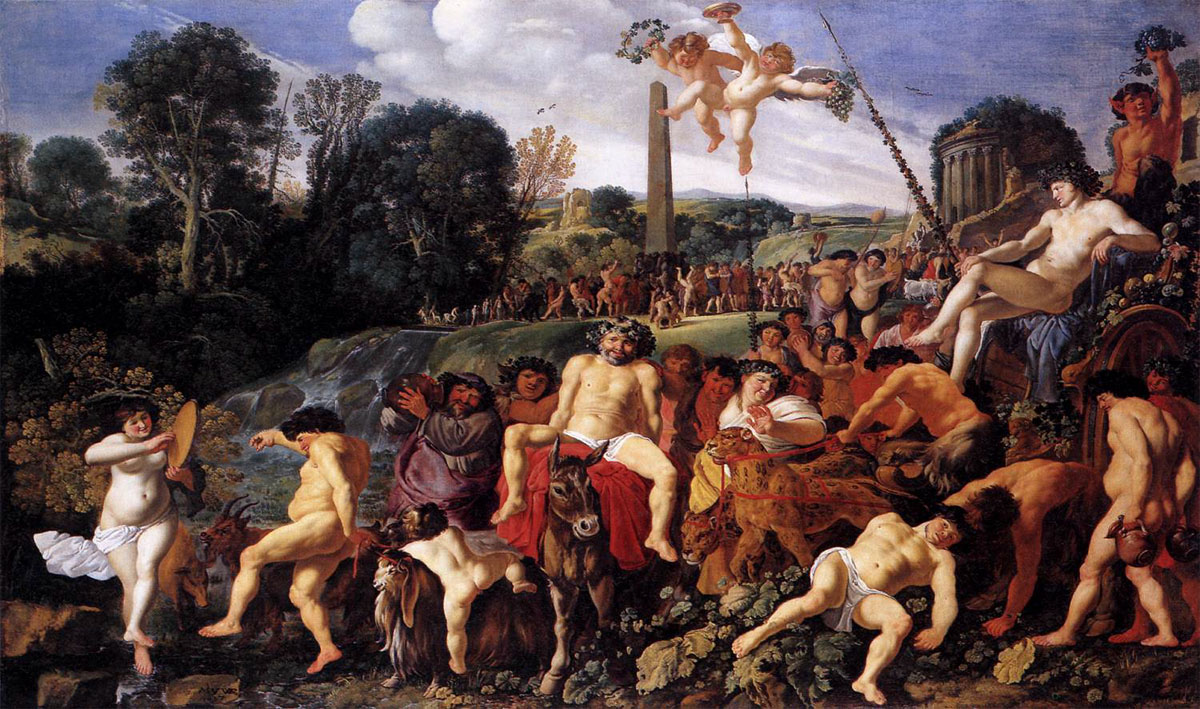
Bacchanaal, 1627, Herzog Anton Ulrich Museum, Braunschweig

Wtenbrouck was een gewild schilder, die goed kon rondkomen van de inkomsten uit zijn werken. Hij ontving regelmatig opdrachten van prins Frederik Hendrik, waardoor hij ook als hofschilder te boek staat.